# Kintla Lake
Der Kintla Lake ist ein Bergsee in den Rocky Mountains. Er befindet sich im äußersten Nordwesten des Glacier-Nationalparks im US-Bundesstaat Montana.

## Lage
Der See liegt in einem ziemlich abgelegenen Teil des Parks, 2,5 km von der kanadischen Grenze entfernt. Er ist vom Westeingang aus über eine 64 km lange Strecke mit holprigen, unbefestigten Straßen zu erreichen. Der 1223 m hoch gelegene See ist 8,7 km lang und hat eine maximale Breite von 900 m. Mit 690 ha  ist der Kintla Lake nur geringfügig kleiner als der Bowman Lake und damit der viertgrößte See im Park. Der Kintla Creek entwässert den See an dessen südwestlichen Ende zum North Fork Flathead River.

## Name
Kintla stammt aus der Sprache der Kutenai und ist das Wort für „Sack“. Die Legende von Kutenai besagt, dass ein Mann anscheinend in einem der Seen ertrunken war, was den See mit einem Sack verglich, aus dem "wenn man einmal hineinkam, man nicht mehr herauskam".

## Aktivitäten
Kanu- und Kajakfahren sind auf dem See ideal, da keine motorisierten Wasserfahrzeuge erlaubt sind. Es gibt einen ruhigen Campingplatz am See, der wegen seiner abgelegenen Lage selten gefüllt ist. Angeln ist auch wegen der darin vorkommenden Forellen im See beliebt. Es gibt auch Möglichkeiten für Tageswanderungen und lange Wanderungen ins Hinterland in der Umgebung.